# Theretra pantarica
Theretra pantarica là một loài bướm đêm thuộc họ Sphingidae. Nó được tìm thấy ở Pantar in Indonesia.